# Pokaz slajdów
Pokaz slajdów – trzeci album studyjny polskiego zespołu muzycznego Kwiat Jabłoni. Wydawnictwo ukazało się 13 października 2023 nakładem wytwórni muzycznej Universal Music Polska.
Album jest utrzymany w stylu muzyki pop i folk. Składa się z wersji standardowej (1 CD) i płyty analogowej.
Płyta zadebiutowała na 1. miejscu polskiej listy sprzedaży – OLiS. Wydawnictwo uzyskało status podwójnej platynowej płyty, przekraczając liczbę 60 tysięcy sprzedanych kopii.
Promocję Pokaz slajdów rozpoczęto w lipcu 2023, wraz z premierą pierwszego promującego singla – „Od nowa”. 3 sierpnia wydany został drugi utwór, „Dom”. Następnym singlem została piosenka „Byłominęło”. 22 grudnia 2023 został wydany utwór „Szczęśliwego nowego roku”.

## Lista utworów
Opracowano na podstawie materiału źródłowego.
| Pokaz slajdów – Wersja standardowa | Pokaz slajdów – Wersja standardowa  | Pokaz slajdów – Wersja standardowa       | Pokaz slajdów – Wersja standardowa                         | Pokaz slajdów – Wersja standardowa |
| Nr                                 | Tytuł utworu                        | Słowa                                    | Muzyka                                                     | Długość                            |
| ---------------------------------- | ----------------------------------- | ---------------------------------------- | ---------------------------------------------------------- | ---------------------------------- |
| 1.                                 | „Od nowa”                           | Jacek Sienkiewicz                        | Jacek Sienkiewicz, Katarzyna Sienkiewicz                   | 3:49                               |
| 2.                                 | „Czarny pył”                        | Katarzyna Sienkiewicz                    | Katarzyna Sienkiewicz                                      | 4:05                               |
| 3.                                 | „Lego”                              | Jacek Sienkiewicz                        | Jacek Sienkiewicz, Katarzyna Sienkiewicz                   | 4:25                               |
| 4.                                 | „Byłominęło”                        | Katarzyna Sienkiewicz                    | Katarzyna Sienkiewicz, Jacek Sienkiewicz, Nikodem Dybiński | 3:45                               |
| 5.                                 | „Był tam gdzie był”                 | Jacek Sienkiewicz                        | Jacek Sienkiewicz                                          | 4:08                               |
| 6.                                 | „Polcia” (gościnnie: Adam Bałdych)  | Katarzyna Sienkiewicz, Grzegorz Kowalski | Katarzyna Sienkiewicz, Grzegorz Kowalski                   | 5:28                               |
| 7.                                 | „Głośniej” (gościnnie: Igor Herbut) | Jacek Sienkiewicz                        | Jacek Sienkiewicz                                          | 3:49                               |
| 8.                                 | „Dom”                               | Jacek Sienkiewicz                        | Jacek Sienkiewicz                                          | 4:45                               |
| 9.                                 | „Szczęśliwego nowego roku”          | Katarzyna Sienkiewicz                    | Katarzyna Sienkiewicz                                      | 3:15                               |
| 10.                                | „Piosenka o słońcu”                 | Katarzyna Sienkiewicz                    | Katarzyna Sienkiewicz                                      | 5:35                               |
| 11.                                | „Zasnąłem na trawniku”              | Jacek Sienkiewicz                        | Jacek Sienkiewicz                                          | 3:58                               |
| 12.                                | „Kwiat w doniczce”                  | Katarzyna Sienkiewicz                    | Katarzyna Sienkiewicz, Jacek Wasowski                      | 3:37                               |
|                                    |                                     |                                          |                                                            | 50:39                              |

## Promocja

### Jedyne koncerty w Polsce w 2023
Opracowano na podstawie materiału źródłowego.
| Data              | Miejscowość   | Obiekt              |
| ----------------- | ------------- | ------------------- |
| 4 listopada 2023  | Szczecin      | Netto Arena         |
| 8 listopada 2023  | Wrocław       | Hala Stulecia       |
| 12 listopada 2023 | Gdańsk, Sopot | Ergo Arena          |
| 17 listopada 2023 | Łódź          | Atlas Arena         |
| 24 listopada 2023 | Katowice      | Spodek              |
| 26 listopada 2023 | Kraków        | Tauron Arena Kraków |
| 1 grudnia 2023    | Lublin        | Targi Lublin        |
| 3 grudnia 2023    | Rzeszów       | G2A Arena           |
| 16 grudnia 2023   | Poznań        | MTP – Pawilon 3A    |
| 19 grudnia 2023   | Warszawa      | Hala Torwar         |
| 20 grudnia 2023   | Warszawa      | Hala Torwar         |

## Pozycje na listach sprzedaży
| Kraj   | Lista (2023)             | Najwyższa pozycja |
| ------ | ------------------------ | ----------------- |
| Polska | OLiS – albumy            | 1                 |
| Polska | OLiS – albumy fizycznie  | 1                 |
| Polska | OLiS – albumy w streamie | 3                 |
| Polska | OLiS – albumy – winyle   | 4                 |

| Kraj   | Lista (2023)             | Pozycja |
| ------ | ------------------------ | ------- |
| Polska | OLiS – albumy            | 20      |
| Polska | OLiS – albumy fizycznie  | 14      |
| Polska | OLiS – albumy – winyle   | 64      |
| Polska | Lista (2024)             | Pozycja |
| Polska | OLiS – albumy            | 29      |
| Polska | OLiS – albumy fizycznie  | 27      |
| Polska | OLiS – albumy w streamie | 98      |
| Polska | OLiS – albumy – winyle   | 47      |

## Certyfikaty
| Kraj          | Certyfikat         | Sprzedaż |
| ------------- | ------------------ | -------- |
| Polska (ZPAV) | 2× platynowa płyta | 60 000+  |

## Wyróżnienia
| Rok  | Konkurs                 | Kategoria      | Rezultat  |
| ---- | ----------------------- | -------------- | --------- |
| 2024 | Bestsellery Empiku 2023 | Muzyka pop     | Nominacja |
| 2024 | Fryderyki 2024          | Album roku pop | Nominacja |